# H. Briggs
H. Briggs var en brittisk tennisspelare som var aktiv under 1890-talet.
H. Briggs var bosatt i Paris och medlem i en av tennisklubbarna där. Han var därför berättigad att delta i de franska mästerskapstävlingar som 1891 för första gången arrangerades av den lokala idrottsföreningen på Ile de Puteaux, en Seine-ö mitt i Paris. Briggs segrade i turneringen och han blev därmed den första singelmästaren i de Franska mästerskapen. I finalen mötte han fransmannen P. Baigneres som han besegrade (brittens segersiffror inte tillgängliga?).
Gianni Clerici skriver i boken  500 Jahre Tennis att fransmannen och flerfaldige mästaren i Franska mästerskapen Max Decugis i sin barndom gärna tittade på tennis. En av hans största tennishjältar var just britten Briggs.

## Grand Slam-titlar
- Franska mästerskapen
  - Singel - 1891 (slutna nationella mästerskap)